# 张禹 (西汉)
張禹（？—前5年），字子文，原河內郡軹縣（今河南省濟源市）人，西漢時期丞相，到他父親時把家搬遷到蓮勺縣（今陕西省渭南市），張禹年輕時拜施讎為師學習《易經》，後來又跟隨王吉、庸生學《論語》，被舉薦為郡文學，調遷博士。
初元年間，張禹受鄭寬中推薦，教導太子劉驁《論語》，擢升光祿大夫，漢成帝即位後，拜帝師張禹為諸吏光祿大夫，兼領尚書事，河平四年，張禹接替王商擔任丞相，封安昌侯。
張禹為相六年後致仕，居家治理產業，安享富貴生活奢侈，多次向漢成帝要地求官，每當朝廷有重要政事，張禹必定參與討論決策。漢哀帝建平二年張禹去世，諡號「節」。

## 生平

### 精通儒經
張禹童稚時，經常跟隨家裡人前往集市，喜歡到卜相人跟前觀看，時間長了，便懂得分開蓍草把它們排列成卦象的涵義，不時從旁插話，卜相人很喜歡張禹，認為他相貌奇異，對張禹的父親說：「這個孩子很聰明，可以讓他學習經書。」張禹長大成年後，到长安求學，跟隨沛郡人施讎學習《易经》，向琅邪郡人王吉、胶东郡人庸生問學《论语》，當他對這些經書都明曉熟習時，便有了眾多的門徒，被舉薦為郡的文學掾。
汉宣帝甘露年間，儒生們推薦張禹，漢宣帝下詔讓太子太傅萧望之考察張禹的學識，張禹對答《易經》和《論語》的要旨，蕭望之非常讚賞他的回答，上奏漢宣帝說張禹對經學精通熟習，有師法，可試以職事，但奏章被扣住不批准下來，張禹仍回去擔任原職。過了多時，張禹才被試用為博士。汉元帝初元年間策立劉驁為太子，當時博士鄭寬中教授太子《尚書》，他推薦說張禹擅長《論語》，漢元帝於是下詔命張禹教太子學《論語》。張禹由此擢升光祿大夫，幾年後，調出京城擔任東平國內史。

### 封侯拜相
漢元帝駕崩後，汉成帝登基為皇，徵召張禹和鄭寬中，他們都憑藉帝師的身分被賜爵關內侯，鄭寬中食邑八百戶，張禹食邑六百戶。拜張禹為諸吏光祿大夫，祿秩中二千石，為給事中，供職禁中，兼領尚書事。當時漢成帝的舅父陽平侯王凤擔任大將軍輔佐國政，獨攬大權，漢成帝年少方壯，為人謙讓，正嚮往經學，敬重老師。
張禹由於自己跟王鳳共領尚書事，內心感到不安，多次藉口有病呈上奏書，自請退職，想迴避退讓王鳳。漢成帝批覆說：「朕年輕執掌政權，處理紛繁國事生怕不恰當，您因為道德高尚而成為朕的老師，所以才把國政交付給您。您有什麼可疑慮的，以致多次請辭，是忽略忘記了我們的故舊關係，還是想要迴避流言蜚語？朕沒有聽到什麼流言。您應當堅定意志，集中思想，全盤掌握諸般政事，孜孜不倦推進工作，不要違背朕的心意。」並加賜張禹黃金百斤、養牛以及上等好酒，令太官供給膳食給張禹，令侍醫替其看病，還派使者代表皇帝前來問候。張禹感到惶恐，於是又開始上朝治事，到了漢成帝河平四年，張禹接替王商為丞相，獲封安昌侯。

### 豪富奢淫
鸿嘉元年，張禹在擔任丞相六年後，由於年老有病請求辭官，漢成帝對他嘉獎優慰再三，才許可他請辭，並賞賜張禹安車駟馬，黃金百斤，張禹辭官後歸家，每個月初一、十五日時以列侯的身份參與朝見，加封特進，朝見皇上的禮儀像丞相一樣，又為他選任從事史五名，增封食邑四百戶，漢成帝多次給予張禹賞賜，前後價值有幾千萬。
張禹為人謹慎厚重，私下經商增殖貨物，家裡以耕種為業。等到張禹做了大官富貴以後，買田多達四百頃，都是涇水、渭水灌溉的高價肥沃良田。其他財物與此相當。張禹本人熟悉通曉音樂，在內奢侈淫逸，他居住於深宅大院裡，後院廳堂時時彈奏絲竹管弦等各種樂器。

### 卓越弟子
張禹的學生中成就特別顯著的，有淮陽郡人彭宣，官至大司空，另一個是沛郡人戴崇，官做到少府。彭宣為人謙恭節儉，講究法度，而戴崇為人則和樂簡易，富有智慧，兩人的行為操守極為不同。
張禹內心親愛戴崇，敬重彭宣卻疏遠他。戴崇每次問候張禹時，常要求老師應該擺設酒席，與弟子共同娛樂，張禹就帶著戴崇到後堂飲酒開宴，婦女們也不迴避，面對面坐著，聽藝人們演奏音樂，鏗鏘悅耳，極盡歡樂，直到深夜才散。而每當彭宣來拜訪，張禹在厢房裡會見他，與其談論儒家經典義理，天晚留他用餐，也僅有一樣肉食，杯酒相對而已，彭宣從來不曾到過後堂。等到彭宣、戴崇兩人聽說老師不同的對待方式後，各自感到滿意，認為得宜。

### 索地求官
張禹年老時，替自己修建墓地，起造祠堂，他喜歡平陵縣肥牛亭的亭部所在地，且這塊地又靠近漢成帝正在營建的延陵，便奏請漢成帝將肥牛亭之地賜給他，漢成帝於是把該地賜給張禹，並下詔命令平陵縣將亭部遷移到其他地方。曲陽侯王根聽聞此事後，向漢成帝諫諍道：「肥牛亭地處從平陵寢殿取出汉昭帝衣冠出遊到祠廟的道路中間，張禹身為皇帝的老師，不遵循謙讓的美德，甚至求取先帝衣冠出遊經過的道路，以致舊亭遷徒毀壞，相當不適宜。孔子說過：『你端木賜愛惜那隻羊，我卻愛賞這莊嚴的禮儀形式。』陛下應該改賜其他地方給張禹。」王根雖然是漢成帝的舅舅，但漢成帝敬重他的程度比不上張禹，故儘管王根的話雖然懇切恰當，仍然不被聽從，最終還是將肥牛亭這塊地賜給了張禹，王根由此妒恨張禹得寵，多次上書詆毀中傷他，而漢成帝卻更加尊敬厚待張禹。
張禹每次得病，總要把他的飲食起居稟報漢成帝，皇帝往往乘車駕前來問候。漢成帝親自在張禹床邊行禮，張禹磕頭謝恩，並藉此機會向漢成帝講心事說：「老臣生有四男一女，疼愛女兒超過兒子，女兒遠嫁給张掖郡的太守萧咸為妻，老臣禁不住父女離別之情，希望她能離自己近一點。」漢成帝立即下令把蕭咸調任為弘农郡太守。又張禹最小的兒子當時還沒有官職，漢成帝問候張禹時，他多次以目光注視自己的小兒子，漢成帝領會老師的意思，當即在張禹床邊任命他的小兒子為黃門侍郎、給事中。

### 災異之兆
張禹雖然居住在家裡，但仍以特進的身分當天子的老師，每當國家有重大政事，他一定參與討論決定。永始、元延年間，日食、地震發生頻繁，許多官吏、百姓紛紛上書論說這些災異的應現，譏諷切責這是外戚王氏專擅朝政所導致的。漢成帝對災異的多次出現感到恐懼，認為吏民們的說法很對，只是沒有什麼根據弄明白，於是駕臨到張禹的府第，屏退左右近侍，親自拿上天變異的事請教他，並把吏民們關於王氏專權的上書給張禹看。
張禹考慮到自己已經年老，子孫又軟弱，且與曲陽侯王根不和，害怕被他所怨恨，於是對漢成帝說：「春秋二百四十二年間，共出現三十餘次日食，五十六次地震，有的是因為诸侯間相互殘殺，有的則是因夷狄侵略中國，災變的涵義高深幽遠難以弄清。所以古代聖人很少談論天命，也不談論怪異、鬼神。即使子贛那樣聰明之人都不曾聽聞受教，何況見識膚淺的鄙陋儒生們所說的話！陛下應修明政事來應和災異，同吏民們共享幸福和善慶，這才是經書義理的要旨。新學的後生小子擾亂正道，貽誤他人，不應該相信採用，而要用儒家經典所載原則來決斷它。」漢成帝向來相當信任、寵愛張禹，所以從此不再懷疑王氏家族。事後，曲陽侯王根及諸多王氏子弟聽聞張禹的言論後，都很高興，於是開始親近張禹。

### 卜卦吉凶
張禹看到當時常發生變異，且漢成帝的身體不安康，於是選擇日子沐浴齋戒、夜晚把蓍草露在星光下，第二天端正衣服帽子，筆直站立，用蓍草占卜，如果得到吉利的卦象，就獻上它的占辭，反之得到不吉利的卦象，張禹便為此心急不安，憂形於色。
漢成帝駕崩後，張禹接續侍奉汉哀帝，於建平二年去世，諡號「節」。張禹有四個兒子，其中長子張宏繼承安昌侯的爵位，官至太常，列於九卿之中，張宏的三個弟弟都擔任校尉、散騎、諸曹等職。

## 親屬
- 長子：張宏
- 女婿：蕭（萧望之之子）

## 軼事
起初，張禹當太子劉驁的老師時，由於太子不便頻繁地向他詢問經書義理，於是編篡《論語章句》獻上給太子。早先魯國人扶卿及夏侯胜、王吉、蕭望之、韋玄成都講授《論語》，篇章次第有所不同。張禹起先師事王吉，後來從學庸生，張禹採擇各家學說中妥當的文義，最後編寫出《論語章句》，廣受眾人的尊崇重視，眾儒生給他編造韻語說：「欲為論，念張文。」從此以後，學者們大多依從張禹的學說，其餘各家逐漸衰微。

## 評價
- 班固：自孝武興學，公孫弘以儒相，其後蔡義、韋賢、玄成、匡衡、張禹、翟方進、孔光、平當、馬宮及當子晏咸以儒宗居宰相位，服儒衣冠，傳先王語，其醞藉可也，然皆持祿保位，被阿諛之譏。彼以古人之跡見繩，烏能勝其任乎[1]！
- 李德裕：夫社稷之計，安危之機，人君不能獨斷者，必資於所敬之臣。然臣有忠邪，時有險易，交有淺深，義有厚薄。范雎山東之匹夫也，入虎狼之秦，履不測之險，可謂交疏義薄矣，而能尊昭王，去穰侯，開秦霸業之基，以安固後嗣，可謂忠於昭王矣。夫能獨斷者英主也，古人言「謀之欲多而斷之在獨」，蓋為此矣。天有震雷之怒，龍有逆鱗之恨，所以人君在於能斷耳。然親戚之際，恩義之重，斷之於己不可也。張敞所謂「明詔以恩不聽，群臣以義固爭而後許」，而令明詔自親其文，非策之得也。汉文帝誅薄昭，斷明矣，於義則未安也。周宣餞申伯，有《孔碩》之詩，秦康送文公，興「如存」之感，況太后尚存，唯一弟薄昭，而斷之不疑，非所以慰母氏之心也。漢成帝車駕至張禹第，辟左右，親問禹以天變。禹以年老子弱，與曲陽有隙，乃言：「新學小生，亂道誤人，宜無信用。」帝雅信愛禹，由此不疑王氏。致漢室之亡，成王莽之篡，皆因禹而發，可謂漢之賊也，國之妖也。雖蛇鬥於鄭，鷁退於宋，妖不甚於禹矣。朱雲欲以上方斬馬劍斷佞臣頭，斯言當矣。後代有類於此者，其臣可以范雎為師表，張禹為鑒戒[3]。
- 司马光：元帝師蕭望之，成帝師張禹，皆敬重之矣，元帝不能聽望之言疏許、史而去恭、顯，成帝則聽禹言而不疑王氏，望之以此殺身，禹以此苟富貴，漢祚中衰，實由此也[4]。
- 錢時：張禹、孔光之徒真何足道哉，成帝疑災異為王氏專政之効，親至禹第問之，使當時而能效一語，雖殺身足以為榮矣，禹乃以年老子孫弱而詭辭以對，帝由是遂不疑王氏，哀帝以董贤為大司马，故令賢私過光，光知上欲尊寵之也，拜謁送迎甚謹，不敢以賔客鈞敵之禮，禹、光俱號名儒，而此舉錯曽狗彘之不若[5]！
- 王夫之：老之戒在得，至於老而所需於天下者微矣，得奚足以亂其心哉？子孫之情長，而道義之氣餒，引子孫之得為已得，於是瀕死而不忘。張禹之初，與王根畢也，猶有生人之氣也，慮及子孫，而行屍走肉，遂禍人之宗社，冒萬世之羞，朱雲欲以齒劍而不慚。夫人為不善而貽怨於子孫，誠不可為也，身之無過，質之鬼神而不疚，則亦奚患哉？且夫禍福亦何常之有，假令王氏早敗，而按同惡之誅，禹之子孫，又能保其富貴乎？故禍福者，天也，失得者，人也，老而憂子孫，引天之吉兇以私之沒世，其愚不可療矣。成帝不輯折檻以旌朱雲，則所以待禹者亦可知矣。禹且不自保，而況其子孫[6]？
- 黃震：禹貪污淫黨，賣國為姦，漢氏之亡於斯決矣[7]。